# Poa pedersenii
Poa pedersenii là một loài cỏ trong họ hòa thảo, thuộc chi poa.